# Aullagas (centro arqueológico)
Aullagas (también conocida como "la ciudad perdida de los Andes") es una ciudad colonial en ruinas ubicada en el municipio de Colquechaca, en la provincia de Chayanta del departamento de Potosí, Bolivia. 

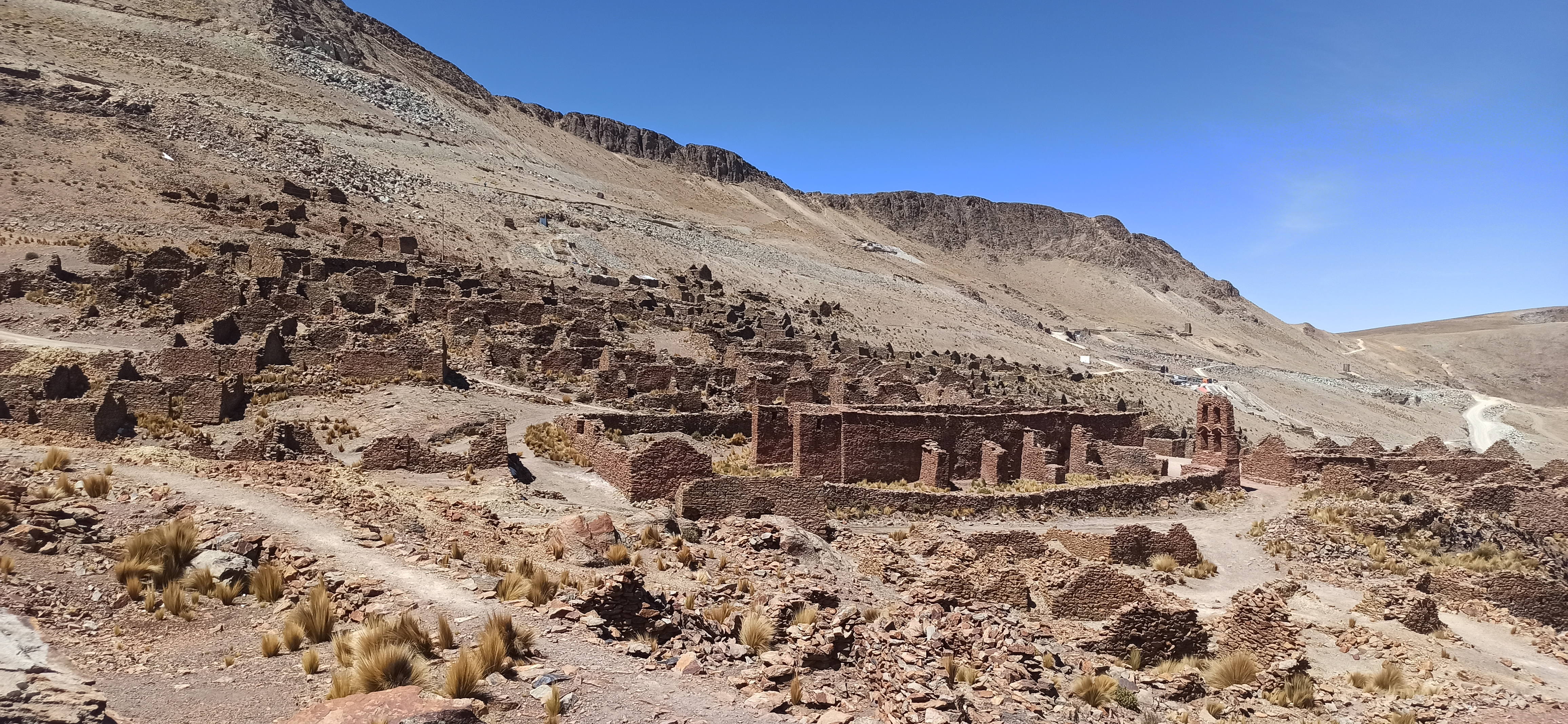
Vista de las ruinas de Aullagas

## Historia
Aullagas, que se encuentra a unos 4 km del pueblo minero de Colquechaca en el departamento de Potosí, funcionaba también como asentamiento minero. A 4.560 m s. n. m., se ubica en el cuerpo inferior del Cerro Hermoso y se dice que fue construida aproximadamente entre 1538 y 1541 y fue completamente abandonada alrededor de la década de 1970.

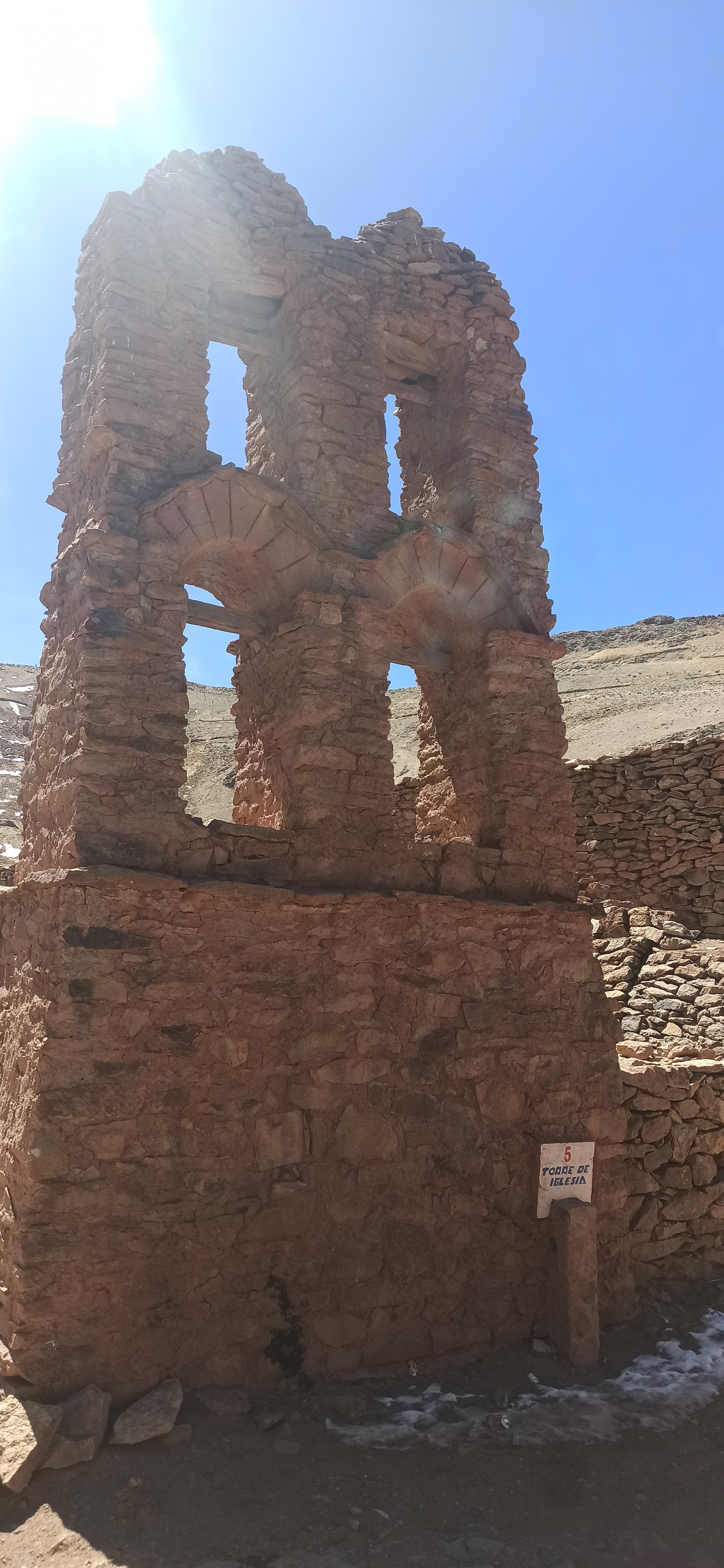
Frontis de la iglesia de San Miguel, hoy en ruinas

La extracción de la plata hizo que se construyera toda una ciudad de piedra laja para los mineros y sus familias; el material de las viviendas los protegía de las frías temperaturas y las casas contaban con dos paredes para proteger a sus habitantes del frío, muchas veces por debajo de los 0 °C. La ciudad contaba con una plaza, una iglesia, un banco de rescate y otros espacios colectivos. El templo religioso estaba dedicado a san Miguel y, hasta la actualidad, comunarios de pueblos cercanos van anualmente a celebrar a dicho santo. 
En el siglo XVIII, Bartolomé Arzáns, en su texto Historia de la Villa Imperial de Potosí, menciona a Aullagas como una de las minas de plata importantes cercanas a la ciudad de Potosí.
En 2017, el Gobierno Autónomo Municipal de Colquechaca implementó un proyecto de conservación del pueblo colonial de Aullagas.

## Hipótesis del origen de la Diablada

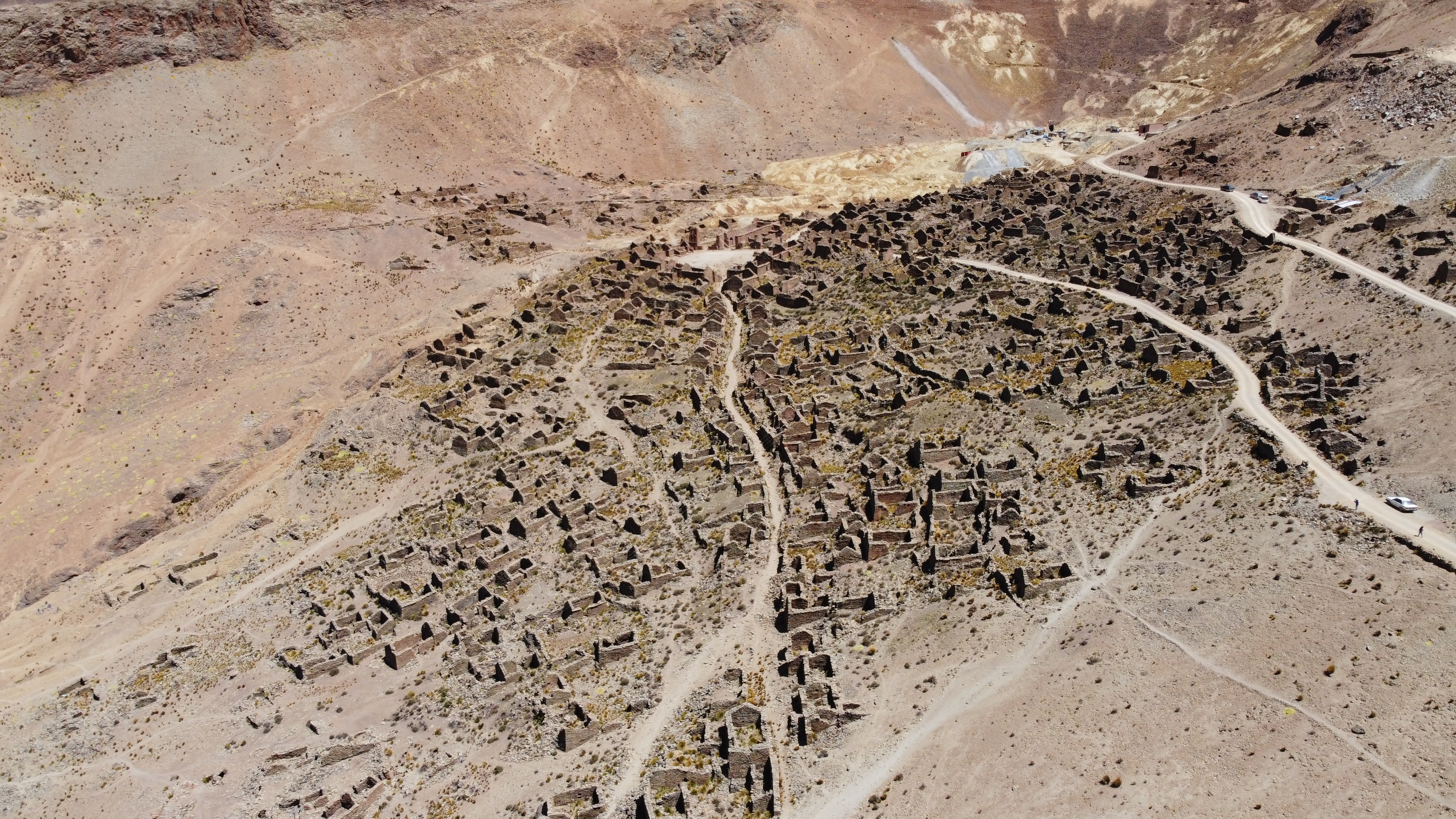
Vista aérea de las ruinas de Aullagas

Según el antropólogo Freddy Arancibia la danza de la diablada tendría su origen en esta localidad. Según la tradición oral, el diablo vivía en Aullagas y se llamaba "niño Jorge". En un momento de escasez de vetas de plata, se dice que el diablo se apoderó de la ciudad colonial y el arcángel san Miguel bajó a enfrentarse con él, derrotándolo. Hoy en día, uno de los espacios circundantes a la plaza lleva el nombre "Tumba del diablo", pues se dice que ahí fue enterrado luego de su enfrentamiento con el arcángel. Según Arancibia, los pobladores de Aullagas comenzaron a disfrazarse de diablos y ángeles recreando este mito, lo que habría dado origen a la diablada. Actualmente, cada 29 de septiembre bailarines que interpretan una mezcla de tinku y diablada se reúnen en la plaza de la antigua ciudad para celebrar la derrota del demonio.